# Mythimna pseudaletiana
Mythimna pseudaletiana là một loài bướm đêm trong họ Noctuidae.